# Помини, Альберто
Альберто Помини (итал. Alberto Pomini; 17 марта 1981, Изола-делла-Скала) — итальянский футболист, вратарь.

## Биография
Родился в Изолла-делла-Скала, область Венеция. Помини начал свою карьеру в «Вероне». В 2001 году в Совместном владении перешёл в «Сан-Марино». В первом сезоне был дублёром Фабио Фаббри, во втором — сыграл половину игр. В 2003 году Альберто Помини перешёл в «Беллария-Иджеа-Марина» и сыграл там 20 игр.
В середине 2004 года он присоединился к «Сассуоло». В первом в истории клуба сезоне в Серии B был в основе, но дальше каждый сезон до 2012 года оставался в запасе. В июне 2015 года подписал новый однолетний контракт с «Сассуоло».
В 2008—2012 годах носил футболку с номером 17. С 2012 года — с номером 1.